# Equivalente de roca densa
El equivalente de roca densa (DRE, por sus siglas en inglés) es un cálculo vulcanológico utilizado para estimar el volumen de una erupción volcánica. Una de las medidas ampliamente aceptadas del tamaño de una erupción histórica o prehistórica es el volumen de magma expulsado como piedra pómez y ceniza volcánica, conocida como tefra, durante una fase explosiva de la erupción, o el volumen de lava expulsado durante una fase efusiva de una erupción volcánica. Los volúmenes de erupción se expresan comúnmente en kilómetros cúbicos (km³).
Las estimaciones históricas y geológicas de los volúmenes de tefra generalmente se obtienen mapeando la distribución y el espesor de los depósitos de tefra en el suelo después de que termina la erupción. Para las explosiones volcánicas históricas, se deben realizar estimaciones adicionales de los depósitos de tefra que podrían haber cambiado significativamente con el tiempo debido a otros procesos geológicos, incluida la erosión. Los volúmenes de tefra medidos de esta manera luego deben corregirse por espacios vacíos (vesículas: burbujas dentro de la piedra pómez, espacios vacíos entre piezas individuales de piedra pómez o ceniza) para obtener una estimación del volumen original de magma erupcionado. Esta corrección se puede realizar comparando la densidad aparente del depósito de tefra con la densidad conocida del tipo de roca libre de gas original que constituye la tefra. El resultado se conoce como el equivalente en roca densa del volumen erupcionado.
Los cálculos equivalentes de roca densa también se pueden usar para medir el tamaño de las erupciones volcánicas en otros cuerpos planetarios, como Marte. Sin embargo, el desafío de realizar estas estimaciones es estimar con precisión la densidad del depósito de tefra o de la roca densa, medir el espesor de la tefra, determinar si la tefra está relacionada con la erupción estudiada o con una cercana, y estimar los cambios resultantes de otros procesos geológicos que pueden ser menos entendidos que en la Tierra.
Estudios significativos de los volúmenes erupcionados equivalentes de roca densa de la erupción minoica de la Edad del Bronce en Santorini han proporcionado datos a los arqueólogos para comprender mejor el efecto de la erupción en el desarrollo de varias civilizaciones, incluidas las culturas de la Antigua Grecia y el Antiguo Egipto. A través de un análisis cuidadoso de los depósitos de piedra pómez y cenizas (incluidas muestras de núcleos de aguas profundas), los investigadores han podido hacer estimaciones de volumen equivalente de roca densa para cada una de las principales erupciones de Thera.